# Sparassis crispa
Sparassis crispa, conocida como seta coliflor, clavaria rizada o barba de cabra, es un hongo de la familia Sparassidaceae que habita en bosques de coníferas. El esporocarpo, que crece de verano a otoño, puede llegar a pesar 14 kg y alcanzar un diámetro de 30 cm. La forma recuerda a la de una coliflor o roseta, con ramificaciones onduladas y planas.
La coloración frecuente de este hongo va del blanco al amarillo, sus esporas miden de 4-7 x 3-4µm, son de forma ovalada, lisas e incoloras. Su desarrollo es común en los veranos húmedos y puede ser raro en los ambientes secos. No se tiene información documentada que sugiera que se trate de una especie venenosa.